# Metodologia
A metodologia é o estudo dos métodos. Isto é, o estudo dos caminhos para se chegar a um determinado fim.
Com o objetivo de  analisar as características dos vários métodos indispensáveis tais como: avaliar capacidades,  limitações e criticar os pressupostos quanto sua utilização.
Além de ser uma disciplina que estuda os métodos, a metodologia é também considerada uma forma de conduzir a pesquisa ou um conjunto de regras para ensino de ciência e arte.
Podemos dizer que metodologia é a explicação detalhada e exata de toda ação desenvolvida no (caminho do) trabalho de pesquisa. É a explicação do tipo de pesquisa, dos instrumentos utilizados (questionário, entrevista etc), do tempo previsto, da equipe de pesquisadores e da divisão do trabalho, das formas de tabulação e tratamento dos dados, enfim, de tudo aquilo que se utilizou no trabalho de pesquisa.
Em Gestão de Projetos, existe a metodologia geral e a metodologia detalhada.
A metodologia pode ser dividida em vários métodos até chegar num determinado objetivo.
Deve-se notar que  a palavra metodologia é muitas vezes usada onde seria mais adequado usar ciência, uma vez que metodologia pode ser vista como uma ciência que estuda métodos. É um exemplo claro de inflation. Por exemplo tomemos a frase "Já que os estudantes não estavam disponíveis para responder a pesquisa sobre o sucesso acadêmico, nós mudamos nossa metodologia e, em vez deles, utilizamos respostas dos instrutores". Nesse caso, a metodologia (fazer pesquisa presumindo que isso fornece resultados confiáveis) não mudou. O que mudou foi o método (perguntar a professores em vez dos estudantes).
O termo metodologia inclui os seguintes conceitos, em relação a uma disciplina particular ou campo de estudo:
1. coleção de teorias, conceitos e ideias;
2. estudo comparativo de diferentes enfoques;
3. crítica de um método individual.

Metodologia refere-se a mais do que um simples conjunto de métodos, mas sim refere-se aos fundamentos e pressupostos filosóficos que fundamentam um estudo particular. É por isso que a literatura acadêmica geralmente inclui uma seção sobre a metodologia dos pesquisadores. Esta seção faz mais do que delinear os métodos dos pesquisadores (como em "Realizamos uma pesquisa com 50 pessoas ao longo de um período de duas semanas e os resultados submetidos à análise estatística", etc), que poderia explicar o que os investigadores ontologia ontológica ou epistemologia epistemológica são vistas.
Outra chave (embora possivelmente imprecisa) de uso de metodologia não se refere à pesquisa ou às técnicas de análise específica. Isso muitas vezes refere-se a tudo e qualquer coisa que possa ser encapsulado por uma disciplina ou uma série de processos, atividades e tarefas. Exemplos disto são encontrados em desenvolvimento de software, gerenciamento de projetos e campos de processo de negócio. Esse uso do termo é tipificado pelo contorno quem, o quê, onde, quando e porquê. Na documentação dos processos que compõem a disciplina, que está sendo apoiado por "esta metodologia", que é onde iríamos encontrar os "métodos" ou processos. Os processos em si são apenas uma parte da metodologia, juntamente com a identificação e uso das normas, políticas, normas, etc

## Exemplo
Daí, bem concebida metodologias, os pesquisadores frequentemente reconhecem a necessidade de rigor, lógica e coerência que deve resistir a revisão pelos pares, bem como a sua abordagem fundamental para a realidade. Por exemplo:
Os pesquisadores acreditam no paradigma de positivismo, que sustenta que a verdade está lá fora "à espera de ser descoberta". Nessa visão, os fatos existem independentemente de quaisquer teorias ou observação humana. Essa perspectiva domina a tradição filosófica ocidental, que fornece a fundação da ciência ocidental. A realidade é assumida como objetivo de ser, isto é, que existe fora de nossa percepção. Neste paradigma, nem a busca da verdade, nem a própria verdade é problemática: A verdade é definitiva e verificável. Os cientistas realizam experiências empíricas em laboratórios e relatam o que eles descobriram como peritos.
Ou é a verdade fabricada(ver Construtivismo e epistemologia construtivista) na mente das pessoas e entre as pessoas em uma cultura. Nessa visão, os fatos se "verdades" e são uma construção de teorias e pontos de vista. Este paradigma sustenta que tanto a natureza da verdade e do inquérito em que a verdade é problemática porque a verdade é construída (ou fabricada) dos processos em curso de negociação, a reavaliação e aperfeiçoamento dos indivíduos e entre'. No entanto, isso não está relacionado com as perspectivas fora da comunidade científica que tentam igualar os resultados da investigação com as crenças sociais e populares e sistemas de crenças.
As ciências sociais são metodologicamente capazes de diferenciar métodos  diferentes usando qualitativa, quantitativa e misto métodos de abordagens. Os métodos qualitativos incluem caso de estudo, Fenomenologia, teoria fundamentada e etnografia, entre outros. Os métodos quantitativos incluem teste de hipóteses, A análise do poder, análise reuniu, estudos observacionais, reamostragem, randomizados controlados, análise de regressão, modelagem e multidimensional de análise de dados, entre outros.